# Karthágói Szent Ciprián
Karthágói Ciprián (latin: Thascius Caecilius Cyprianus), egyházi nevén Szent Ciprián vagy másképp Küprianosz (Karthágó, 190/200 körül – Karthágó, 258. szeptember 14.), Karthágó püspöke 249-től haláláig; ókeresztény író.

## Életútja
Berber származású előkelő és gazdag család sarja. A Thascius név csúfnév, amit pogány ellenfelei aggattak rá, és talán a coprianus (bohóc, naplopó) pun megfelelője. Kitűnő nevelésben részesült. Életének nagyobb feléről, amikor mint pogány ügyvéd és rétor tevékenykedett, nem sokat tudunk. Annyi bizonyos, hogy érett férfikorában tért keresztény hitre, majd diakónussá, nem sokkal később pedig pappá szentelték.
Felszentelője (Donatus) halála után 248-249 körül Karthágó püspökévé választották. 
Erről az életszakaszáról több forrás maradt fenn (egy Vita / Életrajz, amelyet Pontius, volt diakónusa írt; Hieronymus De viris illustribus 67; Acta proconsularis: mártíromságának leírása). Egy jó barátja, Caecilius hatására tért meg, aki megismertette a keresztény hittel. Szintén az ő hatására kezdett el már a keresztség felvétele (246) előtt önmegtartóztató életet élni, valamint vagyona egy részét szétosztotta a szegények között. Az Ad Donatum (Donatushoz) című munkájában, amelyet már keresztényként írt, örvendezve beszéli el, hogy szakított korábbi életével, hogy Krisztusban új életet kezdjen. 248-249 körül egy Quirinus nevű keresztény férfi megkérte, hogy a Szentírásból gyűjtse ki azokat a részeket, amelyek a keresztény tanítás igazáról szólnak. Így jött létre a Testimonium libri III (Tanúságok), amely elősegítette, hogy alaposabban elmélyüljön a Szentírás vizsgálatában. Ez elősegítette a püspöki hivatásra való hatékonyabb felkészülést is. Nagy tekintélynek örvendett egész Africában: Numidia és Mauretánia mintegy 150 püspökséggel az ő fennhatósága alá tartoztak.

### A keresztényüldözések idején
Az ő püspöksége idején indult meg a század nagy keresztényüldözéseinek egyike a Római Birodalomban. Traianus Decius császár (249-251) elrendelte, hogy minden polgár könyörögjön a császárért és családjáért, és mutasson be áldozatot értük. Akik megtették, igazolást kaptak róla, akik nem, azok ellen eljárás indult. Kínzásokkal próbálták őket rábírni hitük megtagadására, nyomás alatt megtörvén szabadon engedék őket, nem törvén meg sokszor halálra kínozták.
Ciprián püspökként a keresztényüldözés elsőrendű célpontja volt. Barátai beszélték rá, hogy meneküljön. Gyülekezetével továbbra is fenntartotta a kapcsolatot, különösen az otthon maradt papokkal, Egyházát levelek által kormányozva. Az 5-43. levél ebből a korból származik. Egyházi értelemben a menekülés vallásüldözés idején teljesen érvényes és megengedett, ezt az egyház többször leszögezte a markioniták és montanisták túlzásai kapcsán, de Ciprián ellenségei (Egy bizonyos Novatus és társai) ezt "megfutamodásnak" próbálták beállítani, tekintélyét aláásandó.
Az 5. levélben a szegények gondozását szorgalmazta, a 7. levélben a bebörtönzöttek látogatásáról intézkedett. A proconsul 250-ben érkezett Karthágóba, és megkezdődtek a kivégzések. A 10. levélben arról ír, hogy örül, hogy sok keresztény vállalta a mártírhalált. Ellenségei, Novatus és négy másik pap, egy Felicissimus nevű gazdag ember segítségével szakadást okoztak az ottani egyházban. Ciprián zsinatot hívott össze, ahol Novatust és társait kiközösítették az egyházból. Ezután Novatus Rómába ment, hogy ott szerezzen támogatást Ciprián ellen.
A Decius-féle üldözések miatt lehetetlen volt pápát választani. A régi, Szent Fábián mártírhalált halt, a pápai szék 18 hónapig üresen állt. A keresztényüldözés alábbhagyván újra lehetséges lett pápát választani. Az egyik pápai esélyes papot Novatianusnak hívták, aki Novatus védelmére kelt. De az új pápa, Kornél, rögtön trónra lépve zsinatot hívott össze, mely mindenben Cipriánnak adott igazat. A Felicissimus-féle szakadás így véget ért. De Novatus és Novatianus nem nyugodtak bele vereségükbe: három püspököt rábírtak, hogy Novatianust pápának válasszák: ő lett az egyház történetének második ellenpápája. 
Ez a szakadás adott alkalmat Cipriánnak, hogy megírja főművét, mely őt halhatatlanná tette: a De Unitate Ecclesiae-t. Az üldöztetésnek 251-ben szakadt vége, Ciprián két művel tért vissza a városba. Az egyik az említett De Unitate Ecclesiae (A katolikus egyház egységéről), a másik a De lapsis (Az elbukottakról, lapsusnak azt hívták, aki megtagadván vallását tömjént égetett az uralkodó szobra előtt). 250-ben pestis tört ki Karthágóban, ekkor írta a De mortalitate (A halandóságról) és a De opere et eleemosynis (A segítségről és alamizsnáról) című műveket.
I. Valerianus császár 257-ben indította meg a második nagy keresztényüldözést. 257. augusztus 30-án Aspasius Paternus proconsul kérdésére válaszolva kereszténynek vallotta magát, ezért a Karthágó melletti Curubisbe száműzték. Egy évet töltött itt. 258-ban Valerianus császár ismételten elrendelte a keresztényüldözést. Az új helytartó, Galerius Maximus Uticába (ma Bu Sater) rendelte Cyprianust. Ő azonban ismét elmenekült, mivel Karthágóban akart meghalni (80. és 81. levél). A 81. levél, ami a levélgyűjtemény utolsó darabja, búcsúlevél. Visszatért Karthágóba, elfogták, és többször is rá akarták venni, hogy pogány isteneknek áldozzon. Ő ezt megtagadta, és kard általi halállal büntették. Hóhérjának 25 aranyat adatott. Saját kezűleg kötötte be a szemét, majd odanyújtotta a kezét, hogy Julianus nevű papja és a szintén Julianus nevet viselő szubdiakónus kösse meg. A keresztények felfogták a vérét és ereklyeként őrizték. Ünnepnapja IX. Gergely pápa óta szeptember 16.

## Művei

### De lapsis (Az elbukottakról)
Fontos társadalomtörténeti dokumentum, szónoki beszéd, amelyet gondolati gazdagság és formai erények jellemez. A beszédet a Karthágóba való visszatéréskor adta elő. Témája: mi legyen azokkal a keresztényekkel, akik Decius üldözése idején áldoztak a pogány isteneknek, tehát elbuktak, lapsus-okká lettek. A beszéd 36 fejezetből áll, szerkezete:
- 1-3. fejezet: bevezetés: elérkezett a nem várt béke, és elmondja, mekkora öröm az, hogy sokan vállalták az üldöztetést és a halált, így lehet elnyerni a confessor (hitvalló) dicsőségét.
- 4-34. fejezet: narratio (a tények elmondása), demonstratio (bizonyítás): az üldözetés oka az erkölcstelenség, és hogy sokan elhagyták a hitüket, és ebben sokan követték őket. Az egyház elhagyásának vétkét csak Jézus bocsáthatja meg, a papoknak ehhez nincs joguk. Ezután felsorolta azokat az eseteket, amikor Isten már a földi életben megbüntette a bűnösöket, majd felvázolja a megoldást: a szigorú bűnbánatot. Ezáltal elnyerhető az üdvösség. Később enyhített álláspontján, és a püspökök hatáskörébe utalta az ilyen jellegű megbocsátásokat.
- 35-36. fejezet: conclusio (befejezés): a megoldás a szigorú, őszinte bűnbánat, így kiérdemlik az üdvösséget.

Idézetek
"Adest militum Christi cohors candida, qui persecutionis urgentis ferociam turbulentam stabili congressione fregerunt, parati ad patientiam carceris, armati ad tolerandam mortis" (1).
"Itt áll Krisztus katonáinak fényes csapata, akik a szorongató üldözés őrjítő vadságát kitartó ütközetben megtörték, felkészülve a börtön eltűrésére, felövezve a halál elviselésére" (1).
Az uralkodónak bemutatott pogány áldozatról, mely a hitehagyást szolgálta:
"Ipse ad aram hostia, victima ipse venisti; immolasti illic salutem tuam, spem tuam, fidem tuam funestis illis ignibus concremasti" (8).
"Az oltárhoz áldozatként, áldozati állatként magad jöttél, feláldoztad ott üdvösségedet, ama vészthozó tűzben elégetted ott reményedet és hitedet" (8).
Habere non potest Deum patrem qui Ecclesiam not habet matrem.
Akinek az egyház nem anyja, annak az Isten nem atyja.

### De Unitate Ecclesiae

#### Háttér
Ellenfelei egy Fortunatus nevű pap vezetésével 252-ben ellenpüspököt választottak, erre írta válaszul. A csoport egyik papja, Novatus Rómába utazott, és az ellenpápa, Novatianus pártját erősítette. Karthágóban egy ellenpüspököt támasztottak a fanatikus Maximus pap személyében Ciprián ellen.  

#### Tartalma
Az egyház Krisztus jegyese. Szent Ciprián szerint két alapkőre helyeződik az Egyház egysége: az egyik Krisztus szavai: Tu es Petrus. (Te vagy Péter.) E szavakkal alapozta a Megváltó az egyházát egyetlen emberre. A másik pedig, hogy Krisztus ajándékai, különösképpen a keresztség, a papság és az oltár csakis a legitim egyházban érvényesek, sehol máshol. Vagyis az eretnekek keresztelései, miséi és papjai mind érvény (legitimitás) nélküliek. 

### A keresztség kérdése
Az eretnekek általi keresztelés kérdése vitára adott alkalmat: Ciprián úgy vélte, az eretnek végrehajtotta keresztelés érvénytelen. Ezt egy 255 elején írt levelében fejtette ki részletesen. Először is, az Egyházon kívül történt keresztelés nem lehet igazi keresztelés, mert a keresztség eltörli a bűnöket; de csakis az Egyháznak áll jogában a bűnöket eltörölni; csakis az Egyházban található meg a kegyelem, a kegyelem megtalálása és elnyerése; egyedül Ő Krisztus jegyese; egyedül Ő tud gyermekeket hozni Krisztusnak. Az "Egyházon kívül nincsen keresztség" egyenes következménye annak, hogy az "Egyházon kívül nincsen Szentlélek". Másodszor, miként tudja a szentség kiszolgáltatója, akinél nincsen az igaz hit, nincsen kegyelem, nincsen a Szentlélek, közvetíteni e szentséget másoknak? A hivatalos katolikus álláspont e két érvre a következő: az első összetéveszti a validitást a hatékonysággal: a keresztség hatalma akkor is érvényesül, ha az azt kiszolgáltató személy méltatlan rá (ex opere operato, vagyis a keresztség önmagától érvényes).
Szent Ciprián álláspontját a keresztségről három Karthágóban tartott zsinat erősítette meg: egy 255-ben, kettő 256-ban, az összegyűlt püspökök egyhangú szavazatával. Figyelemreméltó azonban, hogy az egyház többi részében uralkodó gyakorlatot, vagyis hogy a visszatért eretnekeket nem kell újrakeresztelni, nem ítélték el, vagyis e döntésük nem váltott ki szakadást. A zsinati döntést megküldték I. István pápának (254-257), aki így felelt: "Ha bárki jön hozzád, bármely eretnekségből, ne legyen újítás, csakis ami a hagyományban van, jelesül hogy a kezeket az illető fölé tartva bűnbánatban részesítsük." Az hogy az egyházba visszatért eretnekeket nem kell újrakeresztelni, általános gyakorlat volt Rómában, Palesztinában, Egyiptomban és egyéb részeken. E tekintetben a római gyakorlat volt a legrégebbi. Vagyis pápa létező hagyományokra hivatkozva utasította el a karthágói álláspontot. Továbbá, a pápa senkit sem közösített ki az ügy nyomán, pedig erre megvolt a joga és hatalma. A harmadik század végére az egész ügy elült, és a karthágóiak áttértek a római gyakorlatra.
Szent Ciprián második érvére pedig a katolikus álláspont, hogy a második az egyház és a hierarchia pusztulásához vezet, a pap és a hívő közötti hierachia megsemmisüléséhez. Ha a keresztségre igaz, hogy méltatlan ember kezében érvénytelen, akkor az összes többi szentségre is (ezt Szt Ciprián nem állította, de logikus következménye szavainak) – Husz János, Wyclif és Zwingli álltak elő hasonló elméletekkel később (Szt. Ciprián mércéjével maguk is eretnekek). Fontos megemlíteni, hogy Szent Ciprián álláspontjának merevségét a katolikus hit és egyház egységének és kizárólagos érvényének mindenek fölötti megőrzése motiválta.

## Stílusa
Tudatosan követte Cicero hagyományát, stílusa művelt, purista. Már Lactantius („A maga nemében csodálatos” – Divinae institutiones 5, 1, 24-25) is észrevette ezeket a vonásokat munkáján, de szerinte csak keresztény számára érthető dolgokról ír. Cyprianusnál a klasszicizmus életszemlélet: a középút, a lelki realizmus, mérték tükrözője. Nyugodt keresztény tartás jellemzi írásait. Pogány szerzőktől nem idéz, de Cicero hatása egyértelmű. A De lapsis-ban gyakran alkalmaz megszólítást, felkiáltást, költői kérdést, megszemélyesítést és anaforát. A fogalmak tisztázásakor viszont stílusa egyszerű. Sokat idéz a Szentírásból, aminek forrása a Vetus Afra fordítása. Levélgyűjteménye pasztorális jellegű, hivatalos levelekből áll. Példaképe Tertullianus volt, aki mentes tudott maradni a szélsőségektől. Augustinus őt tekinti az igazi keresztény írónak, és a stílusminták közt is idézi (De doctrina Christiana / Keresztény tanítás 4).

## Művei, korabeli életrajza magyarul
- Szent Cyprianus művei; ford., bev., jegyz. Vanyó László; Szent István Társulat, Budapest, 1999 (Ókeresztény írók), ISBN 963-361-116-4, 436 p.
- Szent Cyprianus művei; ford., bev., jegyz. Vanyó László; Szt. István Társulat, Bp., 1999 (Ókeresztény írók) ISBN 963-8344-78-4, 13–41. o.
- Szent Cyprianus levelezése; ford., bev., jegyz. Szabó Ádám; Jel, Bp., 2014 (Ókeresztény örökségünk) ISBN 9786155147524, 496 p.

## Kiadások
- Migne: Opera omnia Sancti Cipriani, Patrologia Latina IV. (Párizs, 1844)
- Hartel, W. von: Poera omnia Sancti Cypriani, CSEL 3, 1-3. (Bécs, 1868–1871)
- Le Chanoine Bayard: Saint Cyprien, Correspondance (latin-francia), I-II. (Párizs, 1925)